# James Nasmyth
James Nasmyth, född 19 augusti 1808 i Edinburgh, död 7 maj 1890 i London, var en brittisk ingenjör och astronom. Han var son till Alexander Nasmyth och bror till Patrick Nasmyth.
Nasmyth bedrev studier i matematik och fysik vid Edinburghs universitet, var 1829–1831 biträde vid en mekanisk verkstad i London och grundlade samt skötte (till 1857) ett gjuteri i Manchester. Bland hans många mekaniska uppfinningar kan nämnas en ånghammare, en säkerhetsgjutslev och en gruvventilator. Inom astronomin sysselsatte sig Nasmyth i synnerhet med solsystemets kosmogoni och himlakropparnas fysiska tillstånd. Viktiga är hans iakttagelser av solens, månens och planeternas ytor. Nasmyth fäste först uppmärksamheten på solytans granulering, den så kallade "videbladsstrukturen", samt framställde åsikten om planeten Jupiters ännu glödflytande konsistens. Det mest kända resultatet av Nasmyths undersökningar är hans gemensamt med James Carpenter utgivna arbete The Moon: Considered as a Planet, a World, and a Satellite (1874), innehållande en mängd väl utförda bilder, av vilka en fullständig månkarta.

## Eftermäle
Nedslagskratern Nasmyth på månen och asteroiden 5680 Nasmyth är uppkallade efter James Nasmyth.